# M2-Brane
Eine M2-Brane ist in der M-Theorie, einer gemeinsamen Verallgemeinerung von fünf Stringtheorien, eine zweidimensionale Brane, die sich aus den Feldgleichungen der D = 11 Supergravitation ergibt, dem Niedrigenergiegrenzfall der M-Theorie. Eine M2-Brane ist elektrisch geladen und koppelt elektrisch an das Eichfeld der D = 11 Supergravitation. Über die elektromagnetische Dualität (auch Montonen-Olive-Dualität) korrespondiert die M2-Brane mit der M5-Brane.

## Beschreibung
Im Whitehead-Turm der orthogonalen Gruppe {\displaystyle \operatorname {O} (n)} führt die Vernichtung ihrer dritten Homotopiegruppe {\displaystyle \pi _{3}\operatorname {O} (n)} auf ihre {\displaystyle 3}-zusammenhängende Überlagerung, welche als String-Gruppe {\displaystyle \operatorname {String} (n)} bezeichnet wird. Im Whitehead-Turm der unendlichen orthogonalen Gruppe {\displaystyle \operatorname {O} =\lim _{n\rightarrow \infty }\operatorname {O} (n)} führt die Vernichtung ihrer dritten Homotopiegruppe {\displaystyle \pi _{3}\operatorname {O} \cong \mathbb {Z} } (welche achtfache Bott-Periodizität aufweisen) entsprechend auf ihre {\displaystyle 3}-zusammenhängenden Überlagerung {\displaystyle \operatorname {String} =\lim _{n\rightarrow \infty }\operatorname {String} (n)}. Diese wird bei der Beschreibung der M2-Brane verwendet.
Beschrieben wird die M2-Brane auf der elfdimensionalen Mannigfaltigkeit {\displaystyle \mathbb {R} ^{2,1}\times (\mathbb {R} ^{8}\setminus \{0\})} durch:
{\displaystyle g=H^{-2/3}g_{\mathbb {R} ^{2,1}}+H^{1/3}g_{\mathbb {R} ^{8}\setminus \{0\}};}
{\displaystyle H=a+{\frac {b}{r^{6}}}}
mit {\displaystyle a,b\in \mathbb {R} ^{2}\setminus \{(0,0)\}}.
Eine Kompaktifizierung der M2-Brane entlang einer Dimension parallel zu dieser führt auf eine F1-Brane. Eine Kompaktifizierung der M2-Brane entlang einer Dimension senkrecht zu dieser führt auf die D2-Brane.